# Спасия Богатинова
Спасия (Паци) Михайлова Богатинова е видна българска балерина, балетна педагожка и хореографка.

## Биография
Родена е на 2 февруари 1904 година в централномакедонския български град Прилеп, който тогава е в Османската империя. До 1932 година е балерина в Софийската опера. В 1943 одина се мести да живее в Русе и през есента на следната 1944 година Богатинова организира Детска балетна школа към Русенския театър. В 1949 година Богатинова е сред основателите на Русенската опера, където работи като балетен педагог до пенсионирането си. Повечето балерини в операта са обучени от нея. Учителка е на Виделина Пенева, Росица Минчева, Стефан Христов, Крум Цолов и други. Води екзерсиса и репетициите на балетната трупа и подготвя балетни програми в предприятия и училища. Под нейно ръководство се откриват балетни школи към Дома на пионерит и Дома на офицера.
Умира на 20 юни 1967 година в Русе.